# Do Not Tailgate
Do Not Tailgate är det svenska bandet indierockbandet Firesides andra studioalbum, utgivet 1995 på skivbolaget Startracks (som då hette Startrec). Den tilldelades 1995 års Grammis för "Årets hårdrock".
Redan samma år utgavs skivan på nytt av Startracks (denna gången under namnet Startracks). På denna utgåva hade skivan försetts med två extralåtar samt ett nytt omslag. 1996 utgavs skivan i USA av American Recordings med samma låtlista och omslag. Bolaget gav dock ut ytterligare två promotionversioner, där den ena hade den ursprungliga låtlistan och den andra en avvikande (och hade dessutom försetts med ytterligare ett nytt omslag).
"Kilotin" och "Not in My Palace" finns också utgivna på EP-skivan Kilotin. "Not in My Palace" fanns också med i kortfilmen En kärleksaffär (2002) och "Kilotin" i långfilmen Uttagningen (2005).

## Låtlista

### Originalutgåvan
1. "Interlace" - 2:29
2. "Smokerboy" - 3:05
3. "Left Rustle" - 4:55
4. "Kilotin" - 3:05
5. "Shelagh" - 3:16
6. "Cement" - 2:45
7. "Sucking the Dust" - 3:45
8. "Circulate" - 0:55
9. "Wheeler" - 1:52
10. "Black Soup" - 2:23
11. "Lovecar" - 3:53

### Nyutgåvor
1. "Interlace" - 2:29
2. "Smokerboy" - 3:05
3. "Left Rustle" - 4:55
4. "Kilotin" - 3:05
5. "Shelagh" - 3:16
6. "Cement" - 2:45
7. "Sucking the Dust" - 3:45
8. "Circulate" - 0:55
9. "Wheeler" - 1:52
10. "Black Soup" - 2:23
11. "Lovecar" - 3:53
12. "In Place" - 2:02
13. "Not in My Palace" - 4:10

### Promotionsversion, 1996
1. "Interlace" - 2:29
2. "Smokerboy" - 3:05
3. "Left Rustle" - 4:55
4. "Kilotin" - 3:05
5. "Shelagh" - 3:16
6. "Cement" - 2:45
7. "Sucking the Dust" - 3:45
8. "Circulate" - 0:55
9. "Wheeler" - 1:52
10. "Black Soup" - 2:23
11. "Lovecar" - 3:53
12. "Not in My Palace" - 4:10

## Medverkande
- Emelie - foto
- D. Erixon - foto, konvolut
- Pelle Henricsson - tekniker, mastering, gitarr, producent
- Fredrik Holmgren - management
- Frans Johansson - bas
- Eskil Lövström - assisternade tekniker
- Per Nordmark
- Niklas Quintana - foto
- Kristofer Åström - sång, gitarr
- L. Åström - foto

## Listplaceringar
| Lista (1995-1996) | Topplacering |
| ----------------- | ------------ |
| Sverige           | 40           |

### Fotnoter
1. 1 2  ”Do Not Tailgate”. Discogs.com. http://www.discogs.com/Fireside-Do-Not-Tailgate/release/397210. Läst 21 maj 2012.
2. ↑  ”En kärleksaffär - musikstycken”. Svensk Filmdatabas. Arkiverad från originalet den 4 februari 2014. https://web.archive.org/web/20140204055511/http://www.sfi.se/sv/svensk-filmdatabas/Item/?itemid=48460&type=MOVIE&iv=Music. Läst 19 maj 2012.
3. ↑  ”Uttagningen - musikstycken”. Svensk Filmdatabas. Arkiverad från originalet den 4 februari 2014. https://web.archive.org/web/20140204055505/http://www.sfi.se/sv/svensk-filmdatabas/Item/?itemid=59030&type=MOVIE&iv=Music. Läst 21 maj 2012.
4. ↑  Listplacering